# Макаров, Сергей Александрович
Серге́й Алекса́ндрович Мака́ров (19 марта 1973, Подольск, Московская область) — российский метатель копья. Чемпион мира (2003), двукратный бронзовый призёр Олимпийских игр (2000, 2004), многократный чемпион России (2005—2011). Рекордсмен России — 92,61 метра (Шеффилд, 30 июня 2002). Это четвертый результат в истории среди копьеметателей после мирового рекорда Яна Железного (98,48 м) и результата Аки Парвиайнена (93,09 м) и Джулиуса Йего (92,72м).
Сергей — сын Александра Макарова, занявшего второе место в метании копья на Олимпиаде-1980 и  Людмилы Макаровой, мастера спорта СССР, победительница юниорского первенства СССР. Является старшим братом Елены Макаровой, бронзового призера чемпионата России 2005 года.

## Достижения
| Год  | Соревнование               | Место проведения     | Результат                 | Примечание       |
| ---- | -------------------------- | -------------------- | ------------------------- | ---------------- |
| 2000 | Олимпийские игры           | Сидней, Австралия    | 3                         |                  |
| 2002 | Чемпионат Европы           | Мюнхен, Германия     | 2                         |                  |
| 2003 | Чемпионат мира             | Париж, Франция       | 1                         |                  |
| 2003 | Финал IAAF                 | Монако               | 1                         |                  |
| 2004 | Олимпийские игры           | Афины, Греция        | 3                         |                  |
| 2005 | Чемпионат мира             | Хельсинки, Финляндия | 3                         |                  |
| 2006 | Командный чемпионат Европы | Малага, Испания      | 2                         |                  |
| 2007 | Чемпионат мира             | Осака, Япония        | 10-е место в квалификации | не вышел в финал |
| 2008 | Олимпийские игры           | Пекин, Китай         | 14-е место в квалификации | не вышел в финал |
| 2009 | Чемпионат мира             | Берлин, Германия     | 7-е место в квалификации  | не вышел в финал |
| 2010 | Чемпионат Европы           | Барселона, Испания   | 7                         |                  |
| 2011 | Чемпионат мира             | Тэгу, Южная Корея    | 12                        |                  |

## Семья
- Первая жена — Оксана Овчинникова, российская метательница копья, член сборной команды России на Олимпиаде-1996 в Атланте.  Дочь Анна.
- Вторая жена — Кораблёва Дарья, чемпионка России-2015 на 400 метров с барьерами[2]. Две дочери, Дарья и Александра.

## Награды
- Медаль ордена «За заслуги перед Отечеством» I степени (4 ноября 2005) — за большой вклад в развитие физической культуры и спорта, высокие спортивные достижения на Играх XXVIII Олимпиады 2004 года в Афинах[3]
- Медаль ордена «За заслуги перед Отечеством» II степени — За большой вклад в развитие физической культуры и спорта и высокие спортивные достижения на Играх XXVII Олимпиады 2000 года в Сиднее[4]